# Lohitzun-Oyhercq
Lohitzun-Oyhercq (baskisch Lohitzüne-Oihergi) ist eine französische Gemeinde mit 194 Einwohnern (Stand 1. Januar 2022) im Département Pyrénées-Atlantiques in der Region Nouvelle-Aquitaine (vor 2016 Aquitanien). Die Gemeinde gehört zum Arrondissement Bayonne und zum Kanton Pays de Bidache, Amikuze et Ostibarre (bis 2015 Kanton Saint-Palais).
Die Bewohner werden Lohitzüntar oder Oihergiar genannt.

## Geographie
Lohitzun-Oyhercq liegt ca. 60 km südöstlich von Bayonne im historischen Landstrich Basse-Soule (baskisch Pettarra) der historischen Provinz Soule im französischen Teil des Baskenlands.
Umgeben wird Lohitzun-Oyhercq von den Nachbargemeinden:
|                    | Domezain-Berraute                           | Aroue-Ithorots-Olhaïby |
| Larribar-Sorhapuru | Kompassrose, die auf Nachbargemeinden zeigt | Ainharp                |
| Uhart-Mixe         | Pagolle                                     | Ordiarp                |

Lohitzun-Oyhercq liegt im Einzugsgebiet des Flusses Adour. Die Gemeinde wird durchströmt von zwei Nebenflüssen des Saison, der Lafaure und dem Lauhirasse, sowie einem Nebenfluss der Bidouze, dem Izpaxuriko Erreka mit seinem Zufluss, dem Ruisseau Quihilliri.

## Geschichte
Es gilt als gesichert, dass eine Besiedelung des Landstrichs bereits in der Urgeschichte erfolgte. Das in der archäologischen Fundstätte Muagareta entdeckte Hügelgrab ist größer als die meisten anderen im Baskenland gefundenen. Anstelle der üblichen acht bis zwölf Meter Durchmesser weist dieses einen Durchmesser von 24 Meter auf. Es enthält außerdem eine ansehnliche Ansammlung von Holzkohle, zwischen 830 und 1030 n. Chr. datiert, sowie eine römische Bronzemünze aus dem dritten Jahrhundert n. Chr. inmitten der Holzkohle. Da angenommen wird, dass die Wirtschaft im Baskenland im Mittelalter noch hauptsächlich auf dem Tauschhandel basierte, wird vermutet, dass ehemalige römische Münzen als rituelle Objekte bei Feuerbestattungen verwendet wurden.
Die Pfarrgemeinden von Lohitzun und Oyhercq gehörten nach ihrer Gründung zu einer Ansammlung von Pfarrgemeinden unter der Leitung der Gemeinde Domezain, die bei der Neuordnung der Territorien zu Beginn der Französischen Revolution Hauptort eines kurzlebigen Kantons wurde. Am 13. Juni 1841 schlossen sich die ehemaligen Gemeinden Lohitzun und Oyhercq zur neuen Gemeinde Lohitzun-Oyhercq zusammen.
Toponyme und Erwähnungen von Lohitzun waren:
- L’Hohutzun (1337),
- Lohitzsun (1476, Verträge von Ohix, Notar von Soule, Blatt 39),
- Lohitzssun (1690),
- Lohixun (17. Jahrhundert, Urkunden der Familie D’Arthez-Lassalle aus Tardets),
- Lohitcun (1750 und 1793, Karte von Cassini bzw. Notice Communale) und
- Lohitzun (1801, Bulletin des Lois).[4][5][6][7]

Toponyme und Erwähnungen von Oyhercq waren:
- Oyherc (1479, Verträge von Ohix, Notar von Soule, Blatt 74),
- Hoyercq (1690),
- Oyhercq (1750, Karte von Cassini),
- Oyherq (1793, Notice Communale)
- Oybereq (1801, Bulletin des Lois) und
- Oyhercq (1863, Dictionnaire topographique du département des Basses-Pyrénées).[4][5][6][8]

### Einwohnerentwicklung
Nach einem Höchststand von 580 Einwohnern in der Mitte des 19. Jahrhunderts fiel die Einwohnerzahl bei kurzzeitigen Phasen der Erholung bis zu den 1990er Jahren auf ein Niveau von rund 200 Einwohnern zurück, das bis heute gehalten wird.
| Jahr      | 1962 | 1968 | 1975 | 1982 | 1990 | 1999 | 2006 | 2009 | 2022 |
| --------- | ---- | ---- | ---- | ---- | ---- | ---- | ---- | ---- | ---- |
| Einwohner | 304  | 278  | 270  | 227  | 195  | 217  | 204  | 207  | 194  |

## Sehenswürdigkeiten
- Pfarrkirche in Lohitzun, geweiht Johannes dem Täufer. Der Name der Kirche romanischem Ursprungs erschien in den Schriften ab dem 13. Jahrhundert. Veranlassung für den Bau mag der Verlauf einer der Pilgerwege nach Santiago de Compostela auf dem Gemeindegebiet sein. Aus der gleichen Epoche stammt auch das romanische Eingangsportal in Spitzbogenform, das restauriert und im Laufe der Jahrhunderte nur geringfügig umgeändert wurde. Seine Form lässt einen schrittweisen Übergang von der Bauweise des Spätmittelalters zum gotischen Stil erkennen. Es ist aus dem in der Region gewöhnlich eingesetzten gelben Sandstein ausgeführt und besitzt heute eine schwere, mit Nägeln beschlagene Holztür. Wie bei baskischen Sakralbauten üblich, ist die Kirche von einer Mauer und einem Friedhof umgeben, auf dem scheibenförmige Grabstelen, Hilarri genannt, zu sehen sind, hier allerdings in einer vergleichsweise geringen Anzahl. Der barocke Altaraufsatz erinnert an das Aufkommen und an die Üppigkeit der liturgischen Kunst des 17. Jahrhunderts. Er ist auf einem Altar in Dreiecksform angebracht und besteht in erster Linie aus Statuetten, die Heilige und Engel darstellen. In der Mitte symbolisiert ein Dreieck mit einem aufgesetzten vergoldeten Kreuz die Dreifaltigkeit.[10][11]
- Pfarrkirche von Oyhercq, geweiht dem heiligen Stephanus. Ebenso wie die Pfarrkirche in Lohitzun ist dieses Gotteshaus von einer Mauer und einem Friedhof mit scheibenförmigen Grabstelen umgeben, der aus dem 17. Jahrhundert datiert, einer Zeit des Aufschwungs eines Lapidarstils in der Bestattungskunst im Baskenland. Die Pfarrgemeinde von Oyhercq wurde seit dem 15. Jahrhundert in den Schriften erwähnt, und es wird vermutet, dass die Kirche aus dieser Zeit datiert. Der einfache und ländliche Baustil des Baus, der eher an ein Haus erinnert, lässt Einflüsse der Romanik erkennen. Sein Chor birgt einen Altaraufsatz mit einer Vielfalt von Figuren, deren naive Ästhetik offenbart, dass sie aus alter Zeit stammen. Ursprünglich war das gesamte Werk vergoldet, heute ist es hingegen polychrom.[12]

## Wirtschaft und Infrastruktur

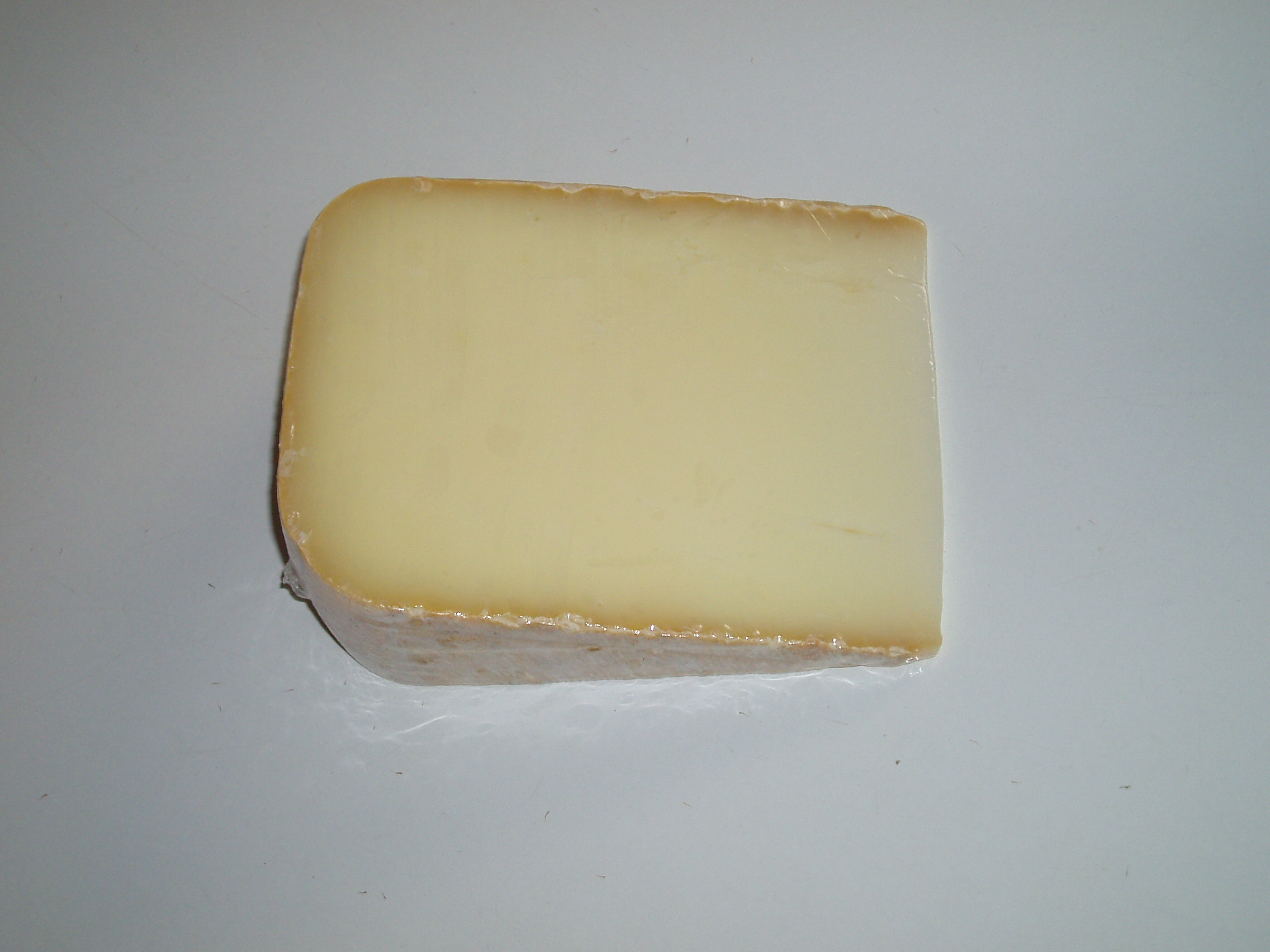
Ossau-Iraty

Die Landwirtschaft ist traditionell der wichtige Wirtschaftsfaktor der Gemeinde. Der Bauernhof Irrika ist spezialisiert auf die Aufzucht von Jersey-Rinder, die nur mit auf dem Hof produziertem Gras und Heu und gentechnisch unveränderten Zusätzen gefüttert werden. Lohitzun-Oyhercq liegt in den Zonen AOC des Ossau-Iraty, eines traditionell hergestellten Schnittkäses aus Schafmilch, sowie der Schweinerasse und des Schinkens „Kintoa“.

### Verkehr
Lohitzun-Oyhercq ist erreichbar über die Routes départementales 242 und 272.